# Nesomartis psammophila
Nesomartis psammophila är en insektsart som beskrevs av George Willis Kirkaldy 1907. Nesomartis psammophila ingår i släktet Nesomartis och familjen fröskinnbaggar. Inga underarter finns listade i Catalogue of Life.